# 周子谅 (唐朝)
周子諒（？—737年），唐朝政治人物。

## 生平
曾任長安尉，開元二十五年獲張九齡推薦任監察御史。
同年，玄宗派刑部員外張利貞巡視牛仙客所治河西，張利貞回報「仙客所積倉庫盈滿，器械精勁，皆如希逸之狀」。玄宗滿意牛仙客在河西的表現，意欲將他升為尚書，張九齡進言阻止失敗，被牛仙客等排擠。其時，周子諒向禦史大夫李適之私下進言︰「牛仙客不才，濫登相位，大夫國之懿親，豈得坐觀其事？」李適之將他的話轉報玄宗，玄宗大怒，在廷上質問周子諒，他無言以對。玄宗於將他在朝堂上杖責，然後流放到瀼州，他在流放路途上死於藍田。